# Abbaye de Lamanabi
L'abbaye de Lamanabi, en indonésien Pertapaan Lamanabi est une abbaye de moines trappistes situé au nord de l'île indonésienne de Florès.
Fondée en 1996, elle est toujours active.

## Localisation et toponymie
L'abbaye est située au nord-est de l'île de Florès qui présente la caractéristique d'être à majorité catholique, contrairement au reste de l'Indonésie. Le monastère est construit à une altitude d'environ cinq cents mètres, au bout d'une route d'accès très sinueuse et en forte pente. Le climat est tropical humide, ce qui permet la culture de nombreux fruits et légumes. Le lieudit « Lamanabi » signifie « tribu résidant sur la colline » en langue Lamaholot.

## Histoire

### Fondation
Dès 1983, l'évêque de Larantuka Darius Nggawa (id) propose aux cisterciens d'établir un monastère dans son diocèse. Toutefois, la communauté de Rawaseneng est alors occupée à fonder le monastère féminin de Gedono ; ce n'est qu'à partir de 1988 que sept visites sont effectuées sur le site de Lamanabi pour reconnaître s'il convient à l'établissement d'un monastère.
L'abbaye de Lamanabi est fondée en 1996, les quatre premiers moines étant arrivés dans des bâtiments temporaires depuis le 12 décembre 1995. Mais la première pierre des bâtiments définitifs n'est posée que le 9 juin 1997 par Darius Nggawa. Le 29 septembre 1998, la vie monastique démarre officiellement avec les quatre moines fondateurs. Dès 1999, le Chapitre général autorise la nouvelle fondation à ouvrir un noviciat.
Le 8 décembre 2005, Lamanabi est canoniquement reconnue comme prieuré autonome.

### Liste des responsables
En 2021, le monastère n'a connu qu'un seul responsable depuis sa fondation. Il s'agit de Michael Santana, supérieur de 1996 au 8 décembre 2005, et prieur depuis cette date et en théorie jusqu'en 2023.

## Communauté
Les moines trappistes de Lamanabi vivent de la confection de bougies, mais également du maraîchage de fruits et de légumes, de la cuisson de pain, de la vente d'articles de dévotion, ainsi que de l'hébergement de retraites spirituelles.